# Shire, Etiopia
Shire este un oraș din Etiopia.

## Climă
| Date climatice pentru Shire                       | Date climatice pentru Shire | Date climatice pentru Shire | Date climatice pentru Shire | Date climatice pentru Shire | Date climatice pentru Shire | Date climatice pentru Shire | Date climatice pentru Shire | Date climatice pentru Shire | Date climatice pentru Shire | Date climatice pentru Shire | Date climatice pentru Shire | Date climatice pentru Shire | Date climatice pentru Shire |
| Luna                                              | Ian                         | Feb                         | Mar                         | Apr                         | Mai                         | Iun                         | Iul                         | Aug                         | Sep                         | Oct                         | Nov                         | Dec                         | Anual                       |
| ------------------------------------------------- | --------------------------- | --------------------------- | --------------------------- | --------------------------- | --------------------------- | --------------------------- | --------------------------- | --------------------------- | --------------------------- | --------------------------- | --------------------------- | --------------------------- | --------------------------- |
| Maxima medie °C (°F)                              | 28.0 (82,4)                 | 29.8 (85,6)                 | 30.3 (86,5)                 | 31.8 (89,2)                 | 31.1 (88)                   | 29.5 (85,1)                 | 23.6 (74,5)                 | 23.4 (74,1)                 | 26.7 (80,1)                 | 28.3 (82,9)                 | 28.7 (83,7)                 | 27.5 (81,5)                 | 28,23 (82,81)               |
| Media zilnică °C (°F)                             | 19.2 (66,6)                 | 20.7 (69,3)                 | 21.5 (70,7)                 | 23.3 (73,9)                 | 23.1 (73,6)                 | 21.9 (71,4)                 | 18.1 (64,6)                 | 18.2 (64,8)                 | 19.7 (67,5)                 | 20.1 (68,2)                 | 19.4 (66,9)                 | 18.6 (65,5)                 | 20,32 (68,57)               |
| Minima medie °C (°F)                              | 10.5 (50,9)                 | 11.6 (52,9)                 | 12.7 (54,9)                 | 14.9 (58,8)                 | 15.1 (59,2)                 | 14.4 (57,9)                 | 12.7 (54,9)                 | 13.0 (55,4)                 | 12.8 (55)                   | 11.9 (53,4)                 | 10.2 (50,4)                 | 9.7 (49,5)                  | 12,46 (54,42)               |
| Precipitații mm (inches)                          | 2 (0.08)                    | 1 (0.04)                    | 3 (0.12)                    | 22 (0.87)                   | 48 (1.89)                   | 119 (4.69)                  | 297 (11.69)                 | 274 (10.79)                 | 110 (4.33)                  | 15 (0.59)                   | 14 (0.55)                   | 0 (0)                       | 905 (35,63)                 |
| Sursă: http://en.climate-data.org/location/31963/ |                             |                             |                             |                             |                             |                             |                             |                             |                             |                             |                             |                             |                             |